# Schloss Bellschwitz

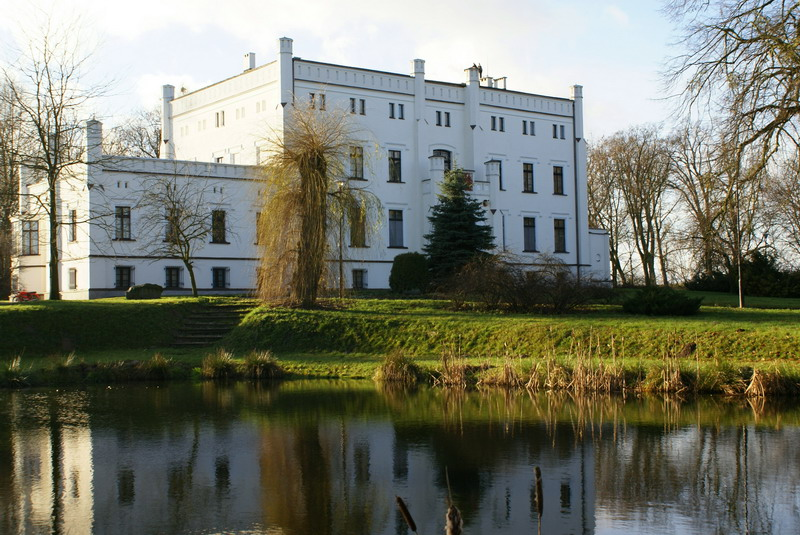
Schloss Bellschwitz

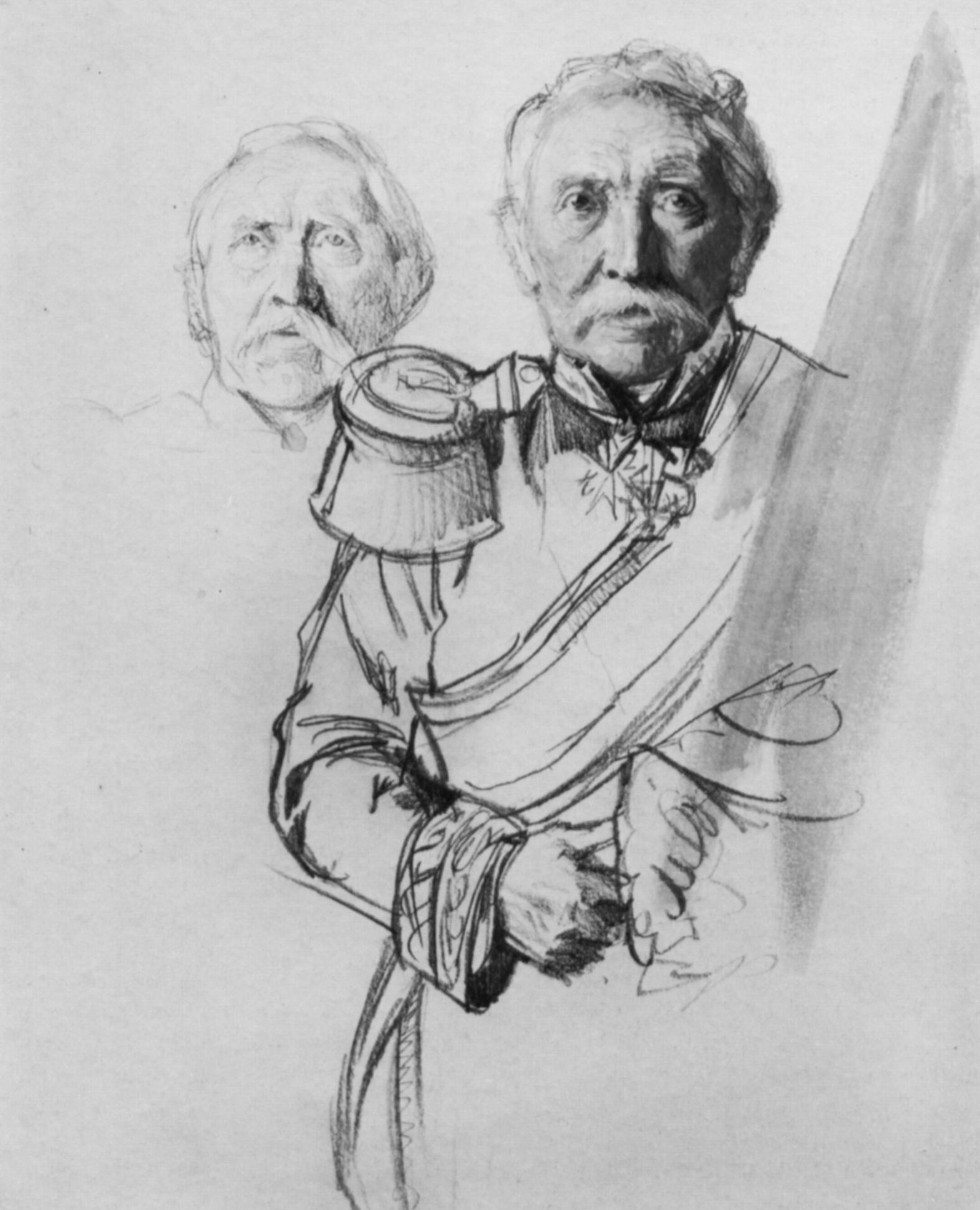
Magnus von Brünneck, porträtiert von Adolph Menzel

Schloss Bellschwitz (polnisch Pałac w Bałoszycach) ist ein Schloss im polnischen Bałoszyce in der Woiwodschaft Ermland-Masuren im historischen Westpreußen.

## Geschichte
Anfang des 14. Jahrhunderts gehörte das Dorf dem Domkapitel von Pomesanien. Im 16. Jahrhundert ging der Pomesanische Bischof von Polenz zur Reformation über und verzichtete auf die weltliche Herrschaft. Herzog Albrecht schenkte ihm dafür Gut Bellschwitz, das er bis 1683 behielt. Durch Erbe ging der Besitz an Balthasar Bernhard von Brünneck, dessen Familie bis 1945 Eigentümer blieb.
Magnus von Brünneck stellte den Gutsbetrieb nach Verwüstungen während der Napoleonischen Kriege wieder her und ließ 1850 das Schloss im Tudorstil nach Plänen von Gotthilf Ludwig Runge erbauen, wobei Schloss Babelsberg als Vorbild diente. Seine Nachfolge als Gutsherr trat sein Sohn aus erster Ehe mit Frau von der Goltz, Siegfried von Brünneck-Bellschwitz. Danach folgte u. a. Graf Roland von Brünneck-Bellschwitz.
1881 wurde zur Erbregelung für den Besitz ein Familienfideikommiss gestiftet. Die alte Begüterung Bellschwitz bestand seit 1892 als Majorat, mit dem Rittergut Groß-Bellschwitz und den Vorwerken Charlottenburg, Friedrichsberg und Klein Bellschwitz, in Verwaltung eines Oberinskektors, zusammen 1455 ha. Hinzu kamen weitere allodiale Flächen, nicht im Fideikommiss gebunden, im Kreis Rosenberg, u. a. Vorwerk Hütte mit 586 ha.
Letzte Eigentümer waren die Brüder Manfred Graf von Brünneck-Bellschwitz (* 1. September 1872; † 16. Mai 1957) und dann Harald Graf von Brünneck-Bellschwitz (* 22. Oktober 1880; † 28. Oktober 1958). Ihm und weiteren Vorfahren gehörte auch Schloss Trebnitz bei Berlin.
Bei der polnischen Übernahme der Region 1945 wurde das Schlossinnere völlig verwüstet. Heute wird das Anwesen als Schlosshotel genutzt.